# Otto Jochum
Otto Jochum (* 18. März 1898 in Babenhausen; † 24. Oktober 1969 in Bad Reichenhall) war ein deutscher Komponist, Chorleiter und Musikpädagoge. Er war der ältere Bruder von Eugen und Georg Ludwig Jochum.

## Leben
Der Sohn eines katholischen Lehrers, Organisten, Chorregenten und Leiters des Orchester- und Theatervereins studierte nach einer Lehrerausbildung von 1922 bis 1928 wie seine Brüder am Augsburger Leopold-Mozart-Konservatorium und von 1928 bis 1931 an der Staatlichen Akademie der Tonkunst bei Joseph Haas. Daneben war er von 1921 bis 1932 Organist an der St. Georgskirche in Augsburg und Leiter des Singschulkollegiums Augsburg (1922–1933). 1932 wurde er Leiter der Städtischen Singschule in Augsburg (heute: Sing- und Musikschule Mozartstadt Augsburg), an der er 1935 das Singschullehrerseminar und den Städtischen Chor gründete. Jochum konnte die Schaffung des Augsburger Singschulseminars als der ersten und einzigen deutschen Ausbildungsstätte für Singschullehrer gegen den Widerstand des Reichsunterrichtsministeriums, aber mit Unterstützung der Reichsmusikkammer, durchsetzen. 1938 wurde ihm die Direktion des Augsburger Musikkonservatoriums übertragen.
Am 11. November 1937 beantragte Otto Jochum die Aufnahme in die NSDAP und wurde rückwirkend zum 1. Mai desselben Jahres aufgenommen (Mitgliedsnummer 5.346.623). Bereits seit 1934 war er Leiter der Pflegschaft der Singschulen in der Reichsmusikkammer und 1937 Chorgauführer des Reichsverbandes gemischter Chöre für die Gaue München-Oberbayern, Franken, Saarpfalz und Bayerische Ostmark. Seine damals erschienenen Kompositionen sind vom Geist der Zeit geprägt: Der jüngste Tag op. 28, Vaterländische Hymne op. 54c, Flamme empor op. 61, Ich bin ein deutsches Mädchen op. 64,4, oder Volkwerdung der Nation, Kantate zu einer deutschen Feier, das zum Heldengedenktag 1938 im Festsaal des Deutschen Museums auf Einladung der NSDAP-Gauleitung München-Oberbayern aufgeführt wurde; Widmungsträger war der Gauleiter von Schwaben Karl Wahl. 1938 entstand Unser Lied: Deutschland! op. 70, volksdeutsche Hymne nach Worten von Arthur Maximilian Miller.
Nach dem Krieg war er als Chorleiter des 1947 von ihm gegründeten „Jochum-Chores“ und als städtischer Musikdirektor in Augsburg tätig und lebte seit 1951 als freischaffender Komponist in Weißbach bei Bad Reichenhall.
Er komponierte vor allem Chorwerke, darunter über 100 Motetten, 16 Messen, 4 Oratorien, 2 Sinfonien (die er Goethe und Bruckner widmete), ein Streichquartett sowie Liederzyklen und Kantaten, außerdem Kammermusikwerke und Symphonien; er gab zahlreiche Volksliedbearbeitungen heraus.

## Auszeichnungen
- 1932: Deutscher Staatspreis für Komposition,
- 1958: Goldener Ehrenring des Fuggermarktes Babenhausen
- 1959: Bundesverdienstkreuz
- 1976: erstmalige Verleihung einer „Otto Jochum-Medaille“ durch den Schwäbisch-Bayerischen Sängerbund an Persönlichkeiten, die sich um das schwäbische Chorwesen Verdienste erworben haben.